# Bièvres, Ardennes

Bièvres este o comună în departamentul Ardennes din nordul Franței. În 1 ianuarie 2022 avea o populație de 46 de locuitori.